# Associació General d'Estudiants Luxemburguesos
L'Associació General d'Estudiants Luxemburguesos (ASSOSS) (francès: Association générale des étudiants luxembourgeois) va ser una organització d'estudiants luxemburguesos en funcionament entre el 2 d'agost de 1912 i el 1968.
El 1919 l'ASSOSS estava fundada, juntament amb l'Acadèmia Catòlica (AV) i la Unió Nacional d'Estudiants luxemburguesos (UNEL), per a organitzar els estudiants de Luxemburg com a paraigua de la Confederació Internacional d'Estudiants (CIE) i representar-la. La fusió es va trencar el 1933 per causes polítiques.